# The Keeper of the Bees (film 1935)
The Keeper of the Bees è un film del 1935 diretto da Christy Cabanne. La sceneggiatura si basa su The Keeper of the Bees, romanzo di Gene Stratton-Porter pubblicato nel 1925.

## Produzione
Il film fu prodotto dalla W.T. Lackey Productions. Le scene sul mare furono girate in California, a San Pedro e la penisola di Palos Verdes.

## Distribuzione
Il copyright del film, richiesto dalla Monogram Pictures Corp., fu registrato il 20 giugno 1935 con il numero LP5622.
Distribuito dalla Monogram Pictures, il film uscì nelle sale cinematografiche statunitensi il 15 luglio 1935.